# بمبی (آنگولا)
بمبی (به لاتین: Bembe) یک منطقهٔ مسکونی در آنگولا است که در استان اوییگه واقع شده‌است. بمبی ۵٬۶۵۵ کیلومتر مربع مساحت و ۳۲٬۹۵۵ نفر جمعیت دارد.